# Eryngium giganteum
Espèce
Eryngium giganteum est une espèce de plantes à fleurs la famille des Apiaceae.

## Description
C'est une plante bisannuelle qui peut atteindre 1m50. La tige se ramifie vers le haut. Les feuilles sont dures et épineuses, vert-bleu. L'inflorescence est gris-bleu en forme de cylindre de 3 cm de large et environ 10 cm de hauteur. La floraison a lieu en juillet et août.

## Habitats
Pelouses sèches.

## Aire naturelle
Turquie, Caucase, Arménie, Iran.

## Systématique
Le nom correct complet (avec auteur) de ce taxon est Eryngium giganteum M.Bieb..
Ce taxon porte en français le nom vernaculaire ou nom normalisé : Panicaut géant,,,.
Eryngium giganteum a pour synonymes :
- Eryngium asperifolium F.Delaroche
- Eryngium glaucum Adams
- Eryngium glaucum Hoffm.
- Eryngium haussknechtii Bornm.

## Plante obsidionale
Eryngium giganteum fait partie de la flore obsidionale de France.
L'espèce se serait installée en Lorraine avec l'arrivée des soldats russes entre 1915 et 1917.